# Capacete M32 tchecoslovaco

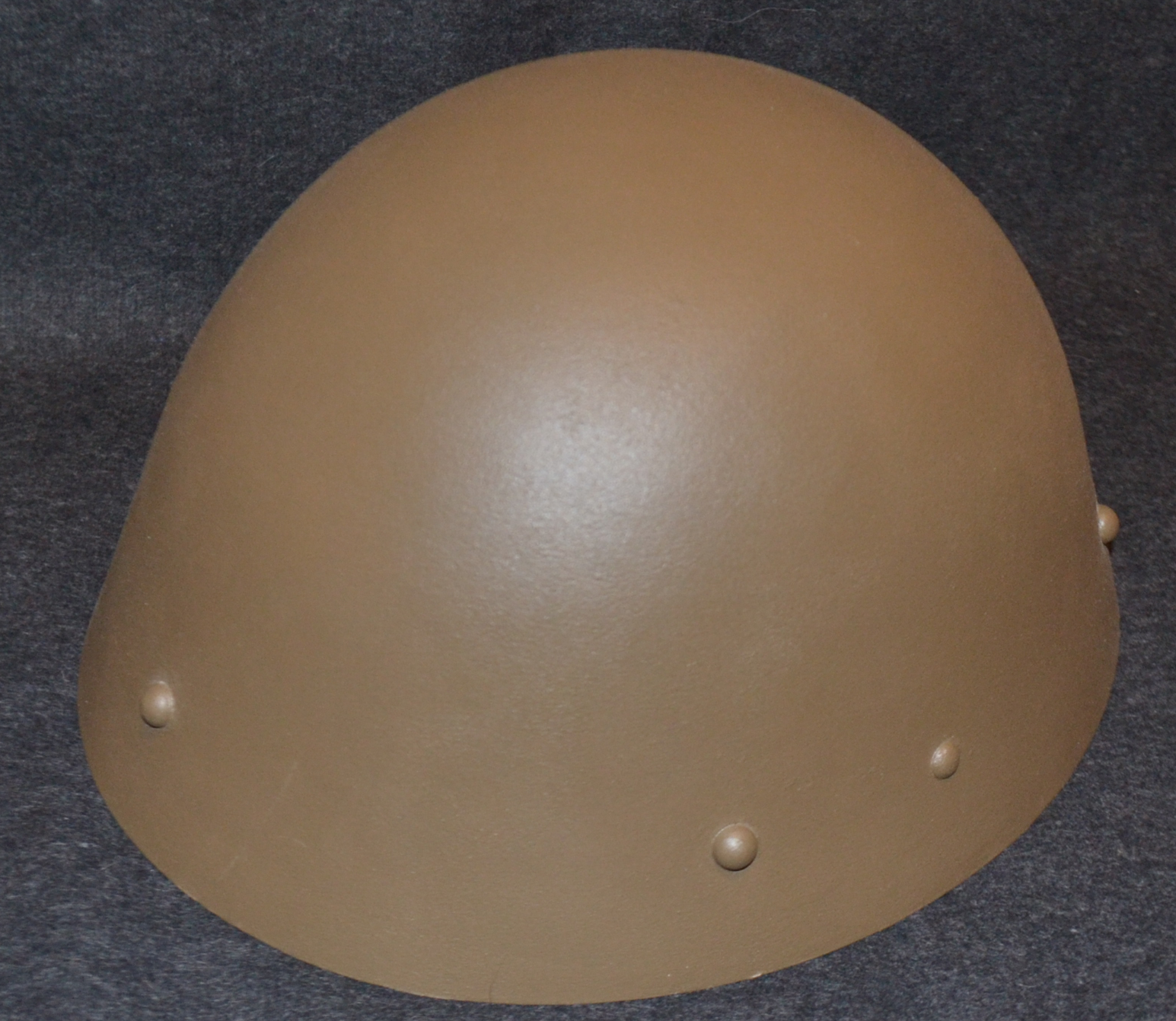
Capacete M32.

O capacete M32 (em tcheco/checo:  Přilba vz. 32) também conhecido como M32/34 é um capacete militar de combate de aço usado pela Tchecoslováquia desde sua adoção em 1932 até sua anexação pela Alemanha Nazista em 1939. Em março de 1939, havia um total de 1.021.548 M32 capacetes no inventário do exército. O capacete também foi usado pela República Eslovaca e pela Finlândia, entre outros países, incluindo a defesa civil da Alemanha Nazista.

## Desenho
O capacete é conhecido por seu desenho simplista em comparação com outros capacetes de sua época, sendo descrito pelos colecionadores como um formato de ovo distinto. O forro continha cinco almofadas de couro fixadas diretamente ao casco por meio de um único pino dividido para cada almofada, e a tira de couro para o queixo (também eram conhecidas tiras de lona para o queixo) fixadas pelos mesmos meios em lados opostos do casco. A coloração básica do casco era marrom esverdeada; após a Segunda Guerra Mundial, os capacetes seriam comumente pintados de preto e usados por bombeiros e pela defesa civil.

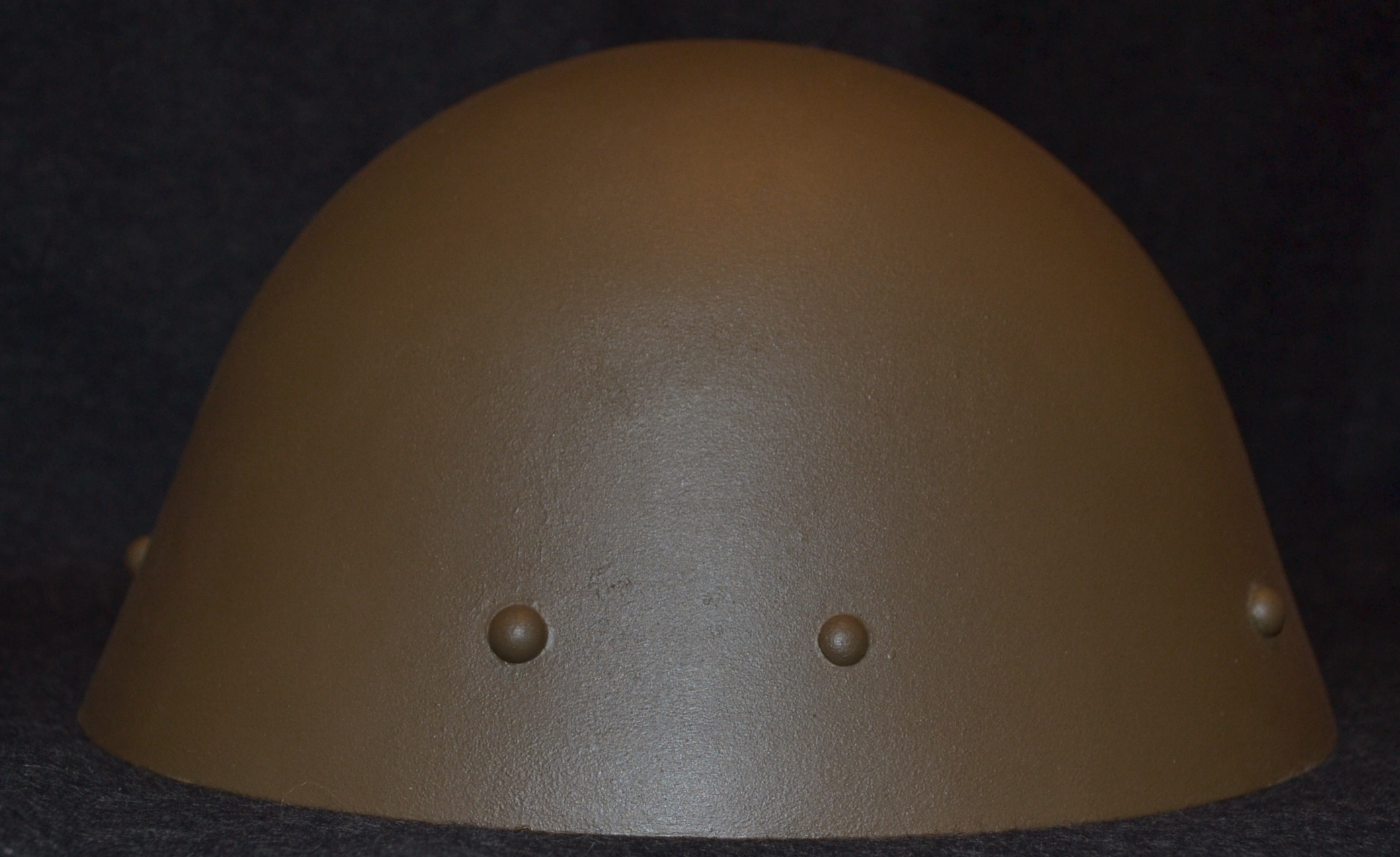
Perfil do M32, mostrando os rebites do forro e o rebite menor da jugular no centro à direita.
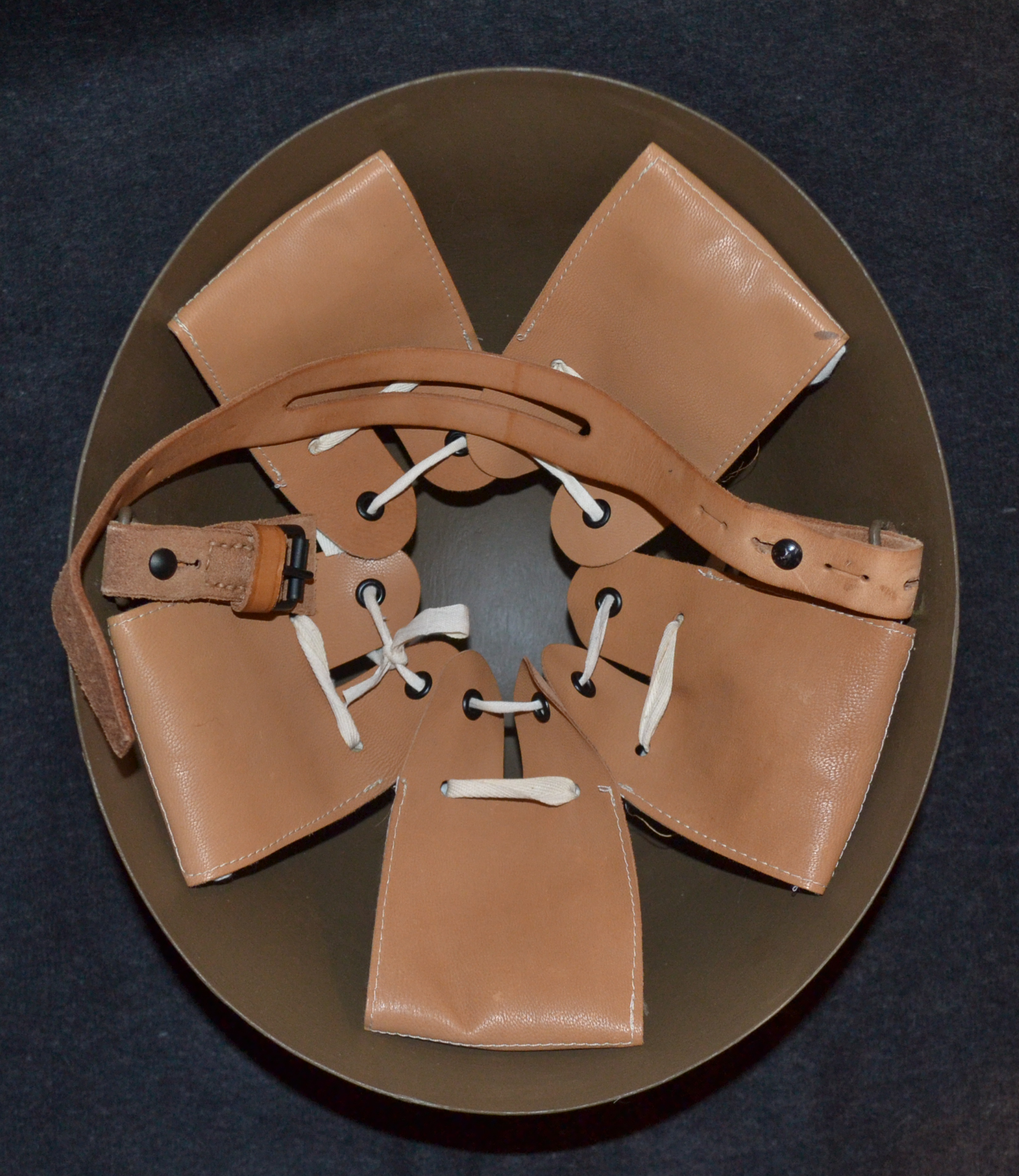
Interior do capacete mostrando o forro simples de cinco almofadas e a configuração da tira da jugular.

## Usuários
Após a sua anexação pela Alemanha Nazi, os estoques militares do exército tchecoslovaco seriam vendidos ou doados à Alemanha e aos seus aliados durante a Segunda Guerra Mundial. Mais proeminentemente pela Alemanha nazista como um capacete Luftschutz. Também sendo usado pela República Eslovaca e seu exército que lutava na Frente Oriental, sendo os capacetes marcados com uma faixa azul ao longo da borda e uma cruz dupla branca em ambos os lados. O Chile adotou o capacete em 1939 e o usaria até 1970. A Finlândia receberia estoques deste capacete provenientes da Alemanha durante a Guerra de Continuação.
A Estônia, a Dinamarca, a Iugoslávia, a Itália e a Polônia seriam conhecidas por usarem o capacete de alguma forma durante ou após a Segunda Guerra Mundial.